# Gyéresszentkirály

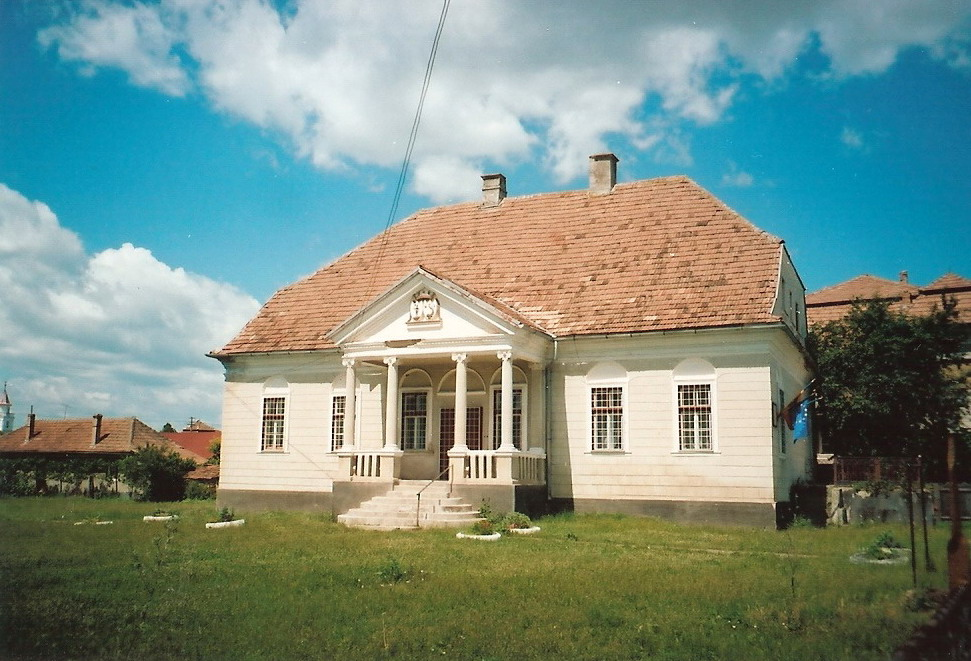
A Betegh-kúria

Gyéresszentkirály (románul: Ghiriş-Sâncrai) egykori Torda, majd Torda-Aranyos vármegyei falu Erdélyben. 1925 óta Aranyosgyéres délkeleti településrésze.

## Fekvése
é. sz. 46° 32′ 11″, k. h. 23° 53′ 43″46.536389°N 23.895278°E

## Nevének eredete
Neve templomának egykori védőszentjére, I. István királyra utal. 1219-ben villa S. Regis, 1296-ban Farkad, 1339-ben Zenthkyral, 1661-ben Gyéres-Szentkirály néven említik.

## Története
Hamar összeépült Aranyosgyéressel, csak az északnyugati határában fekvő kastélyok és parkok választották el őket. 1913-ban újra római katolikus plébániája alakult.
1863-ban Erdélyben először itt használták a Cyrus McCormick által feltalált, lóvontatású aratógépet. A 19. század második és a 20. század első felében a Szentkereszty–Bethlen és a Betegh családok kúriái mellett még két nemesi lakóépülete állt: a Tholdalagi–Betegh kastély a mai strand helyén és a Bethlen-kúria a mai Tudor Vladimirescu és Izvorului utcák sarkán. Ezek 1944-ben sérültek meg a harcokban és 1947-ben bontották el őket.

## Népessége
- 1850-ben 487 lakosából 388 volt román, 71 cigány és 25 magyar nemzetiségű; 458 görögkatolikus és 27 református vallású.
- 1900-ban 707 lakosából 480 volt román és 224 magyar anyanyelvű; 472 görögkatolikus, 135 református, 52 római katolikus, 19 unitárius és 18 zsidó vallású.

## Látnivalók
Látnivalóit ld. Aranyosgyéresnél.